# Gestalttherapie
Dieser Artikel wurde auf der Qualitätssicherungsseite des Wikiprojekts Psychologie eingetragen. Dies geschieht, um die Qualität der Artikel aus dem Themengebiet Psychologie zu verbessern. Dabei werden Artikel verbessert oder auch zur Löschung vorgeschlagen, wenn sie nicht den Kriterien der Wikipedia entsprechen. Hilf mit bei der Verbesserung und beteilige dich an der Diskussion im Projekt Psychologie.
Die Gestalttherapie ist eine humanistische erfahrensorientierte und erlebnisaktivierende Psychotherapie. Ihre Begründer sind Fritz Perls, Laura Perls und Paul Goodman. Das Paradigma der Gestalttherapie entwickelte sich zu weiten Teilen aus der Psychoanalyse und aus einer Kritik und Abgrenzung zu ihr. Quellen der Entwicklung sind außerdem die Gestaltpsychologie sowie das holistische, phänomenologische, existenzielle und hermeneutische Denken des 20. Jahrhunderts. Ziel ist Stimmigkeit und Integration psychischer Prozesse und differenzierende Reifung der Persönlichkeit nach innen und außen.
Gestalttherapie ist nicht zu verwechseln mit Gestaltungstherapie.
In der wissenschaftlichen Psychotherapie-Diskussion wird die Gestalttherapie unterschiedlich bewertet. Sie ist in Deutschland bislang keine kassenrechtlich zugelassene Psychotherapierichtung.

## Geschichte
Die Begründer der Gestalttherapie, Friedrich „Fritz“ Perls (auch Frederik Salomon Perls) und Laura Perls (damals noch Lore Posner) lernten einander 1926 in Frankfurt bei einer Veranstaltung des Neurologen Kurt Goldstein und des Gestaltpsychologen Adhémar Gelb kennen. Fritz Perls war zu der Zeit Assistent von Goldstein und bereits in psychoanalytischer Ausbildung. Lore Posner war Gestaltpsychologin, Gelb ihr Doktorvater, und sie begann ihre psychoanalytische Ausbildung kurz darauf.
1933 mussten sie zusammen mit ihrer Tochter Renate vor den Nationalsozialisten fliehen. Nach einem kurzen Aufenthalt in den Niederlanden gingen sie endgültig nach Südafrika ins Exil. Hier begannen sie mit der gemeinsamen Arbeit an einem Buch, das die Entstehung der Gestalttherapie markiert, auch wenn es noch nicht den Namen Gestalttherapie enthält: Das Ich, der Hunger und die Aggression, das 1944 zum ersten Mal erschien.
Von Beginn an bildet Bewusstheit bzw. Gewahrsein (der englische Ausdruck lautet hier „awareness“) ein grundlegendes Element der therapeutischen Theorie und Praxis der Gestalttherapie. Bereits in diesem Buch werden Übungen entworfen, die die Bewusstheit fördern, und so den therapeutischen Prozess unterstützen. Perls benutzt hier noch den Begriff „Konzentration“ in Ermangelung einer besseren Alternative zu dem Zeitpunkt und spricht von „Konzentrationstherapie“, um der Bedeutung bewusster Wahrnehmung Rechnung zu tragen. Er setzt sich ausführlich mit dem Begriff „Konzentration“ auseinander und unterscheidet z. B. Interesse, Aufmerksamkeit und „negative Konzentration“, worunter er die Art der Konzentration versteht, die zu einem verengten, angestrengten Blickwinkel führt.
Von Gestalttherapie kann man seit dem Erscheinen des gleichnamigen Buches (Fritz Perls und Paul Goodman gemeinsam mit Ralph F. Hefferline) 1951 sprechen.

Innerhalb der Gestalttherapie haben sich nach der Gründungsphase in den USA und davon ausgehend in Europa unterschiedliche Varianten, Strömungen und Stile herausgebildet. Dazu hat zunächst einmal die theoretisch und praktisch sehr vielgestaltige und wenig kanonisierte Hinterlassenschaft der Gründungsphase wesentlich beigetragen.
Die unterschiedliche therapeutische Arbeitsweise von Fritz Perls auf der einen und Laura Perls auf der anderen Seite kam in der Folge hinzu.

Fritz Perls trennte sich von seiner Frau Laura und zog an die Westküste der USA, während Laura ihre therapeutische Arbeit an der Ostküste fortsetzte. Fritz Perls entwickelte einen auf den ersten Blick eher harten, oft konfrontativen „Westküstenstil“, während Laura Perls einen deutlich weicheren und integrativen „Ostküstenstil“ der Gestalttherapie praktizierte.
Zu den bedeutenden Gestalttherapeuten, die mit Laura Perls zusammenarbeiteten, gehört Isadore From, der auch an der Gründung des Gestalt-Instituts in Cleveland beteiligt war.
An der Westküste gründete Jim Simkin nach anfänglicher Zusammenarbeit mit Fritz Perls sein eigenes Ausbildungszentrum in der Nähe von Esalen. Erving und Miriam Polster arbeiteten von San Diego aus und gaben 1973 mit „Gestalt Therapy Integrated“ die erste systematisierte Gestalttherapie-Gesamtdarstellung heraus, parallel zu Joel Latners ebenfalls systematisiertem „Gestalt Therapy Book“.
Barry Stevens, die 1969 mehrere Monate mit Fritz Perls in Perls’ Gestaltgemeinschaft am Lake Cowichan, Vancouver Island, Kanada, verbracht hatte, widmete sich als erste in der Gestalttherapie verstärkt dem Körper-Aspekt des Organismus und entwickelte ihre eigene Form gestalttherapeutischer Körperarbeit unter Betonung von Körper-Bewusstheit.
In Deutschland wurde die Gestalttherapie unter anderem durch Gerhard Heik Portele sowie durch Hilarion Petzold bekannt.
Heute wird die Gestalttherapie sowohl von niedergelassenen Therapeuten als auch in Kliniken angewendet und weiterentwickelt. Gestalttherapie gehört derzeit zu den in Deutschland nicht abrechenbaren Therapieformen, im Gegensatz zu Österreich und der Schweiz. Das Psychotherapeutengesetz, das im Jahre 2000 wirksam wurde, erkennt ausschließlich die Psychoanalyse, die tiefenpsychologisch fundierte Therapie, die Systemische Therapie, sowie die Verhaltenstherapie an. Die Anerkennung als abrechenbares Verfahren ist allerdings auch ein politischer Prozess, der nicht ausschließlich von der Qualität der Therapieform abhängig ist. Die humanistischen Verfahren wie Gestalt- oder Gesprächstherapie kämpfen seitdem um ihre rechtliche Anerkennung. Ihre Wirksamkeit ist nach Klaus Grawe denen der anderen Therapieformen mit Ausnahme der Verhaltenstherapie ähnlich.

## Grundlagen einer Theorie der Gestalttherapie
Im Mittelpunkt der gestalttherapeutischen Methode steht die Entwicklung und Verfeinerung der Bewusstheit. Dies betrifft alle gerade vorhandenen und zugänglichen Gefühle, Gedanken, Empfindungen und Verhaltensweisen des Klienten. Automatisierte oder unbewusste Verhaltensmuster sollen dem Bewusstsein und damit der Entscheidungsmöglichkeit des Klienten zugänglich gemacht werden. Direkte und konkrete Arbeit an aktuellen Situationen und an der Beziehung zwischen Klient und Therapeut sind der Weg. Dadurch soll der Kontakt des Patienten zu sich selbst und zu seiner Umwelt gefördert und unterstützt werden. Bestehende Störungen sollen so überwunden werden. Der Therapeut versteht sich als partnerschaftlicher Begleiter. Techniken oder Übungen werden zusammen mit dem Klienten entwickelt oder diesem als Angebot und Vorschlag unterbreitet. Der Therapeut erklärt, was er mit einer bestimmten Technik oder Übung erreichen will.
Die Gestalttherapie hat ihre theoretischen Wurzeln unter anderem in der Psychoanalyse Freuds. Die Vorstellung von unbewussten Prozessen, die viele Psychotherapien begleitet, findet auch in der Gestalttherapie ihre Ausprägung. Allerdings unterscheidet sich die Gestalttherapie differenziert und in einigen Aspekten sehr grundlegend von der Psychoanalyse. Im Selbstverständnis der Gestalttherapie werden drei Hauptkonzepte der Erklärung menschlichen Lebens zur näheren Erläuterung angeführt: Psychoanalyse, Phänomenologie und Gestaltpsychologie.
Diesen Theorien beigeordnet werden Konzepte wie Holismus, Humanismus, Feldtheorie und Organismische Theorie nach Kurt Goldstein sowie Ansätze wie der Konstruktivismus und die Kybernetik.
Das Werk Gestalttherapie von Perls, Hefferline, Goodman bildet die theoretische Grundlage der Gestalttherapie. Darin wird die Position der frühen Gestalttherapie gegenüber der damaligen Psychologie und Psychoanalyse dargestellt und ein eigenes Profil wird entwickelt. Es wird deutlich, dass die Gestalttherapie einen klaren Bruch zur Psychoanalyse vornimmt.

## Zentrale Begriffe und Konzepte
Zentraler Begriff ist für die Gestalttherapie der namensgebende Begriff Gestalt. Fritz Perls hatte zunächst den Begriff Existentialtherapie im Sinn, sah aber die Nähe zur Philosophie Jean-Paul Sartres als problematisch und entschied sich für den Begriff Gestalt – eine andere Vorstellung war Konzentrationstherapie.
Die Wahl des Namens zeigt bereits, dass die anderen Begriffe und Konzepte ebenso wesentlich für die theoretische Konzeption gewesen sind. Aus den eben genannten Begriffen können die wichtigen Begriffe der Gestalttherapie abgeleitet werden:
- Gestalt – Kontakt und Feld
- Konzentration – Gewahrsein und Achtsamkeit
- Existentialismus – Dialog und Ich-Du-Beziehung

Diese Begriffe können wiederum bestimmten Theorien und Theoretikern zugeordnet werden:
- Gestalt – Max Wertheimer, Kurt Goldstein, Kurt Lewin, Adhémar Gelb
- Existentialismus – Sartre, Husserl, Buber, Heidegger, Merleau-Ponty

### Gestalt
Fritz und Lore Perls sahen in dem Begriff Gestalt den zentralen Grundgedanken ihrer Therapierichtung wiedergegeben. Wissenschaftlich fundiert sahen sie diesen Gedanken in dem Denken Edmund Husserls und Ehrenfels.
Der Gestaltbegriff kommt aus dem deutschen Verb gestalten und meint das Formen eines sinnvollen Ganzen. Eng verbunden sind mit diesem Begriff die Wörter Sinn und Struktur, die beide ebenfalls eine Gesamtheit beschreiben, die in sich kohärent ist. Das Bilden von Gestalten entsteht auf einem sogenannten Hintergrund, von dem sich die eigentliche Gestalt oder Figur abhebt. Diesen Prozess beschreibt die Gestalttherapie analog zu der Erklärung der Bildung von Wahrnehmung innerhalb der Gestaltpsychologie. So kann sich ein weißer Fleck nur auf dem Hintergrund einer farbigen Fläche abheben, oder Linien werden entsprechend dem Hintergrund vervollständigt.

Die Kanten des Würfels sind imaginär; sie werden von unserem Gehirn nach dem Gesetz der guten Fortsetzung erzeugt.

Grundsätzlich verneinen Gestaltpsychologie und die Gestalttherapie die Wirklichkeit von vereinzelten Sinnesqualitäten, die isoliert als Einzelelemente wahrgenommen werden. Die Einzelelemente werden in der Wahrnehmung als möglichst sinnvolle Ganzheiten, „Gestalten“ verbunden. Wahrnehmung, soziales Leben und Eigenexistenz sind immer Ausdruck einer komplexen Sinngebung. Das „Ganze“ ist mehr bzw. anders als die Summe seiner Einzelelemente. In diesem Punkt besteht die größte Differenz der Gestalttherapie zu den empiristisch fundierten Therapien. Dieser Punkt kann als der eigentliche Paradigmenwechsel benannt werden.
Die Gestaltpsychologien unterschiedlicher Richtung leiten sich historisch aus einer einzigen Arbeit von Christian von Ehrenfels aus dem Jahre 1890 her.
Es ist das Verdienst von Fritz und Laura Perls, den Begriff „Gestalt“ auf die Psychotherapie übertragen zu haben.
Analog zur Gestaltbildung in der Wahrnehmung – die Gestalt formiert sich im Vordergrund vor einem Hintergrund – geht die Gestalttherapie davon aus, dass sich beim einzelnen Menschen das jeweils wichtigste Bedürfnis in den Vordergrund des Bewusstseins rückt. Dies wiederum wird als Figur/Grund-Geschehen bzw. Gestaltbildungsprozess bezeichnet.
In gestalttheoretischer Sprache ausgedrückt, taucht mit dem entstehenden Bedürfnis eine offene Gestalt aus dem (Hinter-)Grund auf und wird im Vordergrund zur Figur, und zwar solange, wie sie nicht geschlossen ist. Die abgeschlossene Gestalt kann wieder in den Grund eintauchen und einer neuen Gestalt Platz machen. Dies versteht die Gestalttherapie als Fähigkeit des Organismus zur Selbstregulierung.

### Gewahrsein
Im Mittelpunkt der gestalttherapeutischen Methode steht die Entwicklung und Verfeinerung des Gewahrseins (deutsche Übersetzung oft auch: Bewusstheit; der englische Begriff lautet „awareness“) aller gerade vorhandenen und zugänglichen Gefühle, Empfindungen und Verhaltensweisen des Klienten. Der Klient soll dadurch in die Lage versetzt werden, seine Kontaktstörungen, die ihn daran hindern, mit seiner Umwelt in einen befriedigenden Austausch zu treten, als solche zu erkennen und zu erleben. Über die Reaktivierung emotionaler Bedürfnisse und der Wahrnehmung derselben soll es dem Klienten ermöglicht werden, seine Kontaktstörung zu überwinden.
Bewusstheit bzw. Gewahrsein kann sowohl eine absichtslose, aktive, innere Haltung der Aufmerksamkeit/Achtsamkeit als auch eine mehr gerichtete Form der Aufmerksamkeit/Achtsamkeit bezeichnen und sich auf alle Phänomene der Wahrnehmung und des Erlebens richten.
Daraus folgt eines der wichtigsten Arbeitsprinzipien der Gestalttherapie, das Prinzip des Hier-und-Jetzt: Die gegenwärtige Situation, auch die zwischen Klient und Therapeut, wird als der entscheidende „Ort“ betrachtet, wo Veränderung geschieht. Vergangenheit und Zukunft kommen auch in dieser gegenwärtigen Situation ins Spiel: z. B. als Erinnerung oder als Planung.
Methodisch geschieht die Förderung des Gewahrseins u. a. durch die direkte Rückmeldung des Therapeuten oder durch den Einsatz von Übungen oder von Experimenten, die aus der konkreten Therapiesituation heraus entwickelt werden.

### Das dialogische Prinzip
Durch die direkte und konkrete Arbeit an aktuellen Situationen und an der Beziehung zwischen Klient und Therapeut soll der Kontakt des Patienten zu sich selbst und zu seiner Umwelt gefördert und unterstützt, sollen bestehende Kontaktstörungen überwunden werden. Auf diese Weise werden die Selbstheilungskräfte des Patienten freigelegt und neue Einsichten, Erfahrungen und Verhaltensmöglichkeiten erschlossen. Die Gestalttherapie betrachtet die Selbstheilungskräfte als Teil der organismischen Selbstregulation, also der Fähigkeit des Organismus, sich in seiner Umgebung zu erhalten. Durch verschiedene Übungen und methodische Grundhaltungen soll die Selbstregulation gefördert werden.
Die therapeutische Beziehung in der Gestalttherapie – verstanden als Dialogische Gestalttherapie – orientiert sich an den Grundsätzen der existentiellen Beziehungsphilosophie Martin Bubers, der ‚dialogischen Haltung‘. Buber unterscheidet zwischen dem Handeln aus einer sog. Ich-Es-Haltung („sachlich“, auf ein Objekt bezogen, auch wenn das Gegenüber ein Mensch ist) und dem Handeln aus einer sog. Ich-Du-Haltung heraus, einer Hinwendung zum anderen Menschen auf gleicher Ebene, bei der die Person in ihrer Einzigartigkeit wertgeschätzt wird, ohne einen Zweck zu verfolgen. Beide Haltungen stehen in einem Wechselverhältnis zueinander und werden je nach Erfordernis der Situation gewählt.
Diese Haltung, in der die Therapiesituation als eine besondere Begegnung im Sinne Bubers verstanden wird, die ein hohes Maß an Authentizität und Wahrhaftigkeit erfordert, ist grundlegend für die Gestalttherapie.

### Kontaktfunktionen
Zu den sogenannten Kontaktfunktionen gehören Projektion, Introjektion, Retroflektion, Konfluenz und Deflektion. Sie werden auch als „Kontaktstörungen“ oder als „Kontaktunterbrechungen“ begriffen. Entgegen einem häufigen Missverständnis haben sie zwei Seiten, eine eher störungsschaffende und eine „normale“, die u. a. zumindest zeitweise Problemlösungscharakter besitzt oder schlichtweg Teil der organismischen Selbstregulierung ist. Die gegenwärtige Gestalttherapie spricht daher in der Regel von „Kontaktfunktionen“.
Insbesondere das Konzept der „Introjektion“ ist nicht identisch mit der psychoanalytischen Definition. Fritz und Laura Perls setzen die Assimilation der Introjektion entgegen. Bei der Assimilation verwandelt der Organismus (als Gesamtheit von Körper, Geist und Seele) Neues aus der Umwelt in Eigenes, das er zur Selbsterhaltung und zum Wachstum benötigt. Dabei wird das Neue an der Kontaktgrenze des Organismus mit der Umwelt geprüft, „zerstört“ und umgewandelt, so dass es assimiliert werden kann. Dazu ist positiv verstandene Aggression notwendig. Nicht-brauchbares Material wird nicht übernommen. Fritz und Laura Perls sehen dies in Analogie zum „Kauen“ beim Prozess der Nahrungsaufnahme.
Bei der Introjektion wird das Neue aus der Umwelt ohne Prüfung und Umwandlung als Ganzes in den Organismus aufgenommen, da an der Kontaktgrenze u. a. die Bewusstheit herabgesetzt ist oder völlig fehlt, und „aggressives“ Zerstören und Überprüfen daraufhin, was für den Organismus sinnvoll ist und was nicht, nicht geschieht. Das so entstandene Introjekt bleibt im Organismus ein Fremdkörper. Dieser Prozess wird analog zum Saugen bzw. Schlucken bei der Nahrungsaufnahme verstanden.
Anstelle des Kontakts mit dem Neuen ist bei der Introjektion „Konfluenz“ getreten. Konfluenz bezeichnet einen Zustand an der Kontaktgrenze, bei dem die Bewusstheit herabgesetzt ist, oder vollständig fehlt, und/oder bei dem die Kontaktgrenze selbst nicht mehr vorhanden ist.
Auf der Ebene alltäglichen Verhaltens kann man einen Menschen als vornehmlich konfluent bezeichnen, wenn er „sich immer nach den Erwartungen anderer richtet, jeden Konflikt vermeidet, Harmonie und Nähe um jeden Preis herstellen will, ...“

### Kontaktstörung
Ein Grundbegriff des Konzeptes ist der der „unabgeschlossenen Gestalt“, was bedeutet, dass der Anpassungsprozess des Organismus/der Psyche an die Umwelt (und umgekehrt) als Kontaktprozess aufgrund möglicher Störungen nicht vollständig geschehen konnte. Ergebnis ist eine Kontaktstörung. Damit konnte sich eine „vollständige (oder ‚geschlossene‘) Gestalt“ im Sinne einer abgeschlossenen Anpassungsleistung nicht ausbilden.
Ursprünglich stammt der Begriff der „Gestalt“ aus der Gestaltpsychologie, einer Psychologie der Wahrnehmung. Fritz und Laura Perls wenden ihn aber auf den ganzen Organismus an und orientieren sich dabei vornehmlich an der Gestalttheorie des Neurologen Kurt Goldstein und seiner ganzheitlichen Theorie des Organismus. Schöne Beispiele für Anpassungsleistungen und somit Schließen von Gestalten finden sich in den Veröffentlichungen von Oliver Sacks.

### Ganzheit, Feld, Prozess
Der ganzheitliche Ansatz der Gestalttherapie besteht nicht nur darin, den Menschen (als Organismus) als untrennbare Einheit von Körper, Geist und Seele zu betrachten, sondern er bezieht sich auch auf die Ganzheit des Organismus im Feld; d. h., dass das Individuum nie isoliert von seiner Umgebung gesehen und verstanden werden kann. Die Gestalttherapie spricht hier vom „Organismus-Umwelt-Feld“ als grundlegender Kategorie.
Zwischen Organismus und Umwelt befindet sich die „Kontaktgrenze“, die sowohl trennt als auch verbindet. Genau genommen bewegt sie sich im konkreten Kontakt des Organismus mit der Umwelt. Kontakt und Kontaktgrenze sind Prozesse, mit denen sich der Organismus, d. h. der einzelne Mensch, im Austausch mit der Umwelt erhält, Neues assimiliert und wächst.
Im Kontakt fließen Bewusstheit/Gewahrsein, Bewegung, Handeln, Denken, Fühlen usw. zusammen zur Orientierung im Feld. Kontakt wird definiert als „Wahrnehmung des Feldes oder Bewegungsreaktion innerhalb des Feldes.“
Die Kontaktgrenze bewegt sich allerdings nicht nur im Kontakt des Organismus mit der Umwelt. Sie bewegt sich gleichermaßen im Kontakt des Selbst mit sich selbst, also innerhalb des Organismus, z. B. wenn das Selbst im Kontakt mit Gefühlen, Gedanken usw. ist. Perls spricht hier vom „intraorganismischen Feld“.
Auch das „Selbst“ wird in der Gestalttherapie als umfassender Prozess verstanden. Perls, Hefferline und Goodman definieren es als „das System der ständig neuen Kontakte“. Das „Ich“ stellt dabei nur eine Teilfunktion des „Selbst“ dar: Es unterscheidet zwischen „zu mir gehörend“ und „fremd“. Damit hebt sich die Gestalttherapie grundlegend von der Psychoanalyse ab, die die Psyche eher als einen „Apparat“ begreift, mit dinghaften Einzelteilen.

## Therapeutische Praxis: Techniken und Methoden
Viele gestalttherapeutische Techniken sind darauf angelegt, die Bewusstheit der Klienten über ihre Wahrnehmungen und ihr Erleben in ihrer jeweiligen subjektiven Situation zu fördern. Dies ist der primäre Zweck, den Gestalttherapeuten verfolgen, wenn sie etwa ihre Klienten auffordern, eine bestimmte Aussage zu wiederholen oder auch lauter auszusprechen, die das Wesentliche in der Erfahrung des Klienten besonders prägnant beschreibt. Demselben Zweck kann, in einer anderen Situation, die Einladung an den Klienten dienen, sein momentanes Befinden nonverbal, z. B. mit Tönen oder Bewegung zu verdeutlichen. Ein und dieselbe Methode findet, wenn sie situationsspezifisch angewendet wird, in zwei sehr unterschiedlichen Techniken ihren Ausdruck. Wird eine Technik nicht im Sinne der Methode verwendet, verliert sie ihren eigentlichen Sinn, wird geistlos und degeneriert zum Trick.

### Die vier zentralen Methoden der Gestalttherapie

#### Dialogisch
Eine Technik kann nur eine Form sein, in der die authentische, persönliche Antwort des Therapeuten auf die momentane Situation seines Klienten ihren Ausdruck findet. Da sich der Therapeut selbst als partnerschaftlichen Begleiter (und nicht als Produzent der Veränderung seines Klienten) sieht, werden die Techniken mit dem Klienten zusammen entwickelt oder diesem als Angebot und Vorschlag unterbreitet. Außerdem machen die Therapeuten transparent, was sie mit einer bestimmten Technik erreichen wollen, sie reflektieren die Techniken gemeinsam mit dem Klienten und verändern die Techniken gegebenenfalls oder ziehen sie sogar zurück.

#### Feldtheoretisch
Der Mensch befindet sich in einem kontinuierlichen Austausch mit seiner Umwelt in Form einer ständigen wechselseitigen Anpassung. Er kann nicht ohne sein jeweiliges Feld gedacht und verstanden werden, dessen Teil er ist. Gestalttherapeutische Techniken haben die Aufgabe, den Klienten dabei zu unterstützen, seine Anpassungsprozesse an sein jeweiliges (Um)-„Feld“ bzw. seine Anpassungen des Umfelds an seine eigenen Bedürfnisse zu erforschen, indem sie ihm helfen, seinen Blickwinkel immer wieder zu wechseln. Sie fördern die Bewusstwerdung automatisierter Verhaltensmuster, um den Klienten in die Lage zu versetzen, sich bewusst für oder gegen eine bestimmte Verhaltensweise zu entscheiden und gegebenenfalls zu untersuchen, welche Art von innerer Unterstützung, welche inneren oder äußeren Ressourcen er dafür benötigt, und wie er sie erhalten/lernen etc. kann.

#### Phänomenologisch
In der Gestalttherapie gilt es für den Therapeuten, alle Vorannahmen, Vermutungen und Erwartungen über den Gegenstand der Untersuchung zurückzustellen, um sich unvoreingenommen und mit offenen Sinnen der Erfahrung stellen zu können. Wahrnehmung und Beschreibung des offensichtlich Wahrnehmbaren geht vor Interpretation oder Spekulation. Gleichzeitig regen die Gestalttherapeuten auch ihre Klienten auf die eine oder andere Weise immer wieder zum aufmerksamen und möglichst ganzheitlichen Wahrnehmen und Erleben sowie zur Beschreibung der von Moment zu Moment ablaufenden Prozesse an. Dieser Strategie liegt die Erfahrung zugrunde, dass Bewusstheit (Achtsamkeit) per se heilsam sein kann.

#### Existentialistisch
Gestalttherapie als existentialistische Methode: Menschen sind – aus gestalttherapeutischer Sicht – verantwortlich dafür, wie sie die Welt sehen (ihre Bedeutungszuschreibungen) und wie sie darauf reagieren, wie sie handeln (ihre Lebensführung), selbst wenn sie sie so sehen, als hätten sie keine Verantwortung. Dies bedeutet allerdings nicht, dass ein Mensch für alles verantwortlich ist oder sein könnte. Ein großer Teil seines Umfelds ist durch ihn kaum oder gar nicht beeinflussbar. Verantwortung stellt hier keine moralische Kategorie dar, sondern weist lediglich darauf hin, dass wir, ob wir wollen oder nicht, auf die „Forderungen“ des Feldes antworten müssen, und dass unsere Antworten, unsere Entscheidungen und Handlungen Konsequenzen haben, für die wir „verantwortlich“ sind. Diese Verantwortlichkeit ist aus gestalttherapeutischer Sicht eine existentielle Tatsache.

### Die Techniken
Die beschriebenen zentralen Methoden der Gestalttherapie müssen in allen Techniken zum Ausdruck kommen. Es haben sich fünf verschiedene Typen von Techniken etabliert:

#### Übungen
Unter Übungen werden vorsätzlich hergestellte Situationen verstanden, die durch bestimmte Vorgaben strukturiert sind. Übungen sollen die Bewusstheit der Beteiligten davon fördern, wie sie sich im gegebenen „Feld“ selbst gestalten, anstatt ihnen per Instruktion vorzugeben, wie sie durch eifrige Bemühungen werden sollten. Sie fördern bewusstes Wahrnehmen, Erleben und Handeln.

#### Experimente
Bei den Experimenten geht es um „ausprobieren“, „erleben“, und „erforschen“. Ein Experiment ist z. B. die praktische Erfahrung einer neuen Situation, oder Verhaltensweise, oder die Überprüfung einer Erfahrung. Im Unterschied zu einer Übung wird ein Experiment speziell auf die Situation bzw. die Person zugeschnitten. Am Ende des Experiments steht weder „richtig“ oder „falsch“ noch „gut“ oder „schlecht“, sondern neue, u. U. sehr bedeutsame Information und eine Lernerfahrung.

#### Hausaufgaben
Unter Hausaufgaben werden Experimente verstanden, deren Design zwar während der Therapiesitzung von Therapeut und Klient gemeinsam entworfen wird, die jedoch von den Klienten außerhalb des therapeutischen Settings durchgeführt werden sollen.

#### Situationsbezogene Interventionen
Die Mehrzahl gestalttherapeutischer Techniken besteht aus kurzen, auf die jeweilige Situation bezogenen Aussagen oder Fragen des Therapeuten innerhalb des Dialogs mit dem Klienten. Diese Techniken lassen sich als Rückmeldungen oder als Mitteilungen persönlicher Resonanzen, der persönlichen Reaktion oder des Eindrucks des Therapeuten bezeichnen.

#### Medien und Modalitäten
Neben der Sprache ist auch das Medium des Körpers von hervorragender Bedeutung. Dabei sind vielfältige Modalitäten möglich: Gestalttherapeuten geben ihren Klienten z. B. häufig Rückmeldung über ihre Atmung, den Klang oder die Lautstärke ihrer Stimme, ihre Körperbewegungen und -haltungen oder fordern sie auf, ihrer Körperwahrnehmung Beachtung zu schenken oder mit Körperausdruck zu experimentieren.

### Beispiel: Der „leere Stuhl“
Eine besonders bekannte Technik der Gestalttherapie ist der „leere Stuhl“. Ein sogenannter „leerer“, also unbesetzter Stuhl dient dabei als Projektionsfläche und Platzhalter für nicht anwesende Dritte. Solche „Dritte“ können beispielsweise Bezugspersonen sein, die für den Klienten im Zusammenhang mit einem bestimmten Thema bedeutsam sind, aber auch ein Persönlichkeitsanteil des Klienten, ein Gefühl oder ein Bedürfnis. Bei dieser „Phantasiegespräch-Technik“ wird der Klient aufgefordert, sich in seiner Phantasie vorzustellen, dass die abwesende Bezugsperson, oder das Gefühl etc. auf dem leeren Stuhl sitze, um dann mit ihr/ihm einen Dialog zu entwickeln. Der leere Stuhl kann auch als räumliche Markierung für bestimmte Seiten der eigenen Person, mit denen sich der Klient beschäftigt, dienen. Dabei wird der Klient eingeladen, in einen laut ausgesprochenen Dialog einzutreten, wie er zwischen widersprüchlichen Seiten seines Selbst ohnehin schon in Gedanken stattfindet. Mit dem Wechsel von Rede und Gegenrede können die Therapeuten ihre Klienten dazu auffordern, im Rollentausch auch ihren äußeren Platz aktiv zu wechseln und sich jeweils auf den Stuhl zu setzen, auf dem die momentan aktive Seite situativ verankert ist.
Siehe auch Parts Party (Satir) und Inneres Team (Schulz von Thun).

## Problematik einer Gesundheits- und Krankheitslehre in der Gestalttherapie
Gestalttherapie ist ein existentiell-phänomenologisches, erlebnisaktivierendes Therapieverfahren. Sie ist auf persönliches Wachstum und Entfaltung der Persönlichkeit gerichtet. Petzold vertritt die Auffassung, dass die Gestalttherapie, wie andere humanistische Verfahren auch, salutogenetische Ansätze zeigt, wenngleich zu Zeiten der Begründer, wie Fritz und Laura Perls sowie Paul Goodman, keine entsprechende Gesundheits- und Krankheitslehre ausformuliert worden sei.
Eine einheitliche Theorie oder aufeinander aufbauende Schulen der Gestalttherapie gebe es nicht. Die Gestaltpsychologie ist ein wichtiger theoretischer Referenzpunkt, ebenso wie holistische und behavioristische Ansätze. Häufig zitierte Konzepte sind Integration der Persönlichkeit sowie der Kontaktzyklus und seine Störungen. Nach Petzold zeichnet sich die Gestalttherapie durch einen reichen Fundus von Konzepten und Techniken aus, die jedoch ohne Einordnung in ein übergreifendes Theoriegebäude bleiben.
Nach seiner Ansicht zeigt sich die Gesundheits- und Krankheitslehre der Gestalttherapie der ersten Stunde dementsprechend auf Wachstum ausgerichtet, jedoch ohne klinische Ausrichtung.
Von Anfang an werden die Begriffe „Gesundheit“ und „Krankheit“ in der Gestalttherapie als problematisch angesehen – aus einer Vielzahl von Gründen. Ein gewichtiger Grund liegt darin, dass in den Begriffen nie nur Tatsachen festgestellt werden, sondern dass auch immer kulturelle, historische, soziale und politische Normen und Normierungen mit in die Begriffe einbezogen sind. Blankertz/Doubrawa fassen den gegenwärtigen Standpunkt so zusammen: „Eine endgültig befriedigende Lösung der Problematik des Krankheitsbegriffs hat auch die Gestalttherapie bislang nicht gefunden.“
Die Autorin Hartmann-Kottek unternimmt folgende Definition:
Gesundheit sei im gestalttherapeutischen Denken ein guter innerer und äußerer Kontakt des Menschen. Dazu müsse er sich gleichzeitig situations- und entwicklungsadäquat innerlich und äußerlich abgrenzen können. Abgrenzen diene dem Schutz und der Wahrnehmung der eigenen Identität. Sich einlassen können diene dem in-Kontakt-Treten mit der Umwelt, mit anderen Menschen. Die Person befinde sich also in einem dynamischen Fließgleichgewicht zwischen Abgrenzen und Öffnen. Ein gesunder Mensch könne aus einem „Entweder-oder“ bewusst ein „Sowohl-als-auch“ entwickeln. Als Krankheit wird dementsprechend ein Zustand bezeichnet, bei dem ein unfreiwilliger Integrationsmangel im Innen und/oder Außen des Menschen herrscht. Es bestehen Beziehungsstörungen sowohl nach außen, als auch nach innen hin. Anteile des Menschen sind nicht mehr wahrnehmbar oder verzerrt. Das Fließgleichgewicht ist gestört, der Wachstumsprozess verhindert oder beeinträchtigt. Sofern ein klinischer Anschluss in der Gestalttherapie gesucht wird, so bezieht sich dieser meist auf die Ich-Psychologie, die Selbstpsychologie, sowie objektbeziehungstheoretische Konzepte, so jedenfalls Petzold.
Dies hat sich inzwischen geändert. Neuere Autoren versuchen, den humanistischen Anspruch der ersten Stunde mit einem klinischen Bezug zu vereinen, konkreter und störungsspezifischer zu werden. Lotte Hartmann-Kottek schreibt dazu: „Therapieziele sind demnach die Integration abgewehrter Anteile der Person, die Wiederherstellung von Kontakt zum Hier und Jetzt und zur eigenen Person, sowie die Verschmelzung von ‚entweder-oder‘.“ Als Ursachen eines solchen Integrationsmangels werden primäre Mangelsituationen, unbewusste Konfliktsituationen und Traumatisierungen identifiziert. In der Gestalttherapie ist eine zweifache Herangehensweise an die Problematik des Klienten typisch. Zum einen wird mit konkreten Methoden an Symptomen und Störungsbildern gearbeitet, die durch den Integrationsmangel entstanden sind, zum anderen wird versucht, beziehungsorientiert an dem Integrationsmangel und seinen Ursachen zu arbeiten. Beide Herangehensweisen, parallel angewendet, sollen dem Klienten zu Wachstum, einem erweiterten Handlungsspielraum und der Überwindung von Symptomen verhelfen.

## Gestalttherapieforschung
Über Einzeluntersuchungen (experimentelle und statistische Studien, Fallstudien, Metastudien u. a.) wurde die Wirksamkeit unterschiedlicher psychotherapeutischer Verfahren überprüft. Hier ist insbesondere Klaus Grawe zu nennen, der den verhaltenstherapeutischen/kognitiven Therapieformen eine signifikant höhere Wirksamkeit zugesprochen hat, wenn es um die „Messlatte“ von etwa 60 % Therapierfolgen geht. Allerdings ist die Debatte nicht als beendet zu betrachten. Vielen der großen Meta-Analysen zur Wirksamkeit von Psychotherapie zufolge steht die Wirksamkeit kognitiv-verhaltenstherapeutischer, psychodynamisch/psychoanalytischer und humanistischer/gesprächspsychotherapeutischer Verfahren bei einer Vielzahl von psychischen Störungen inzwischen außer Frage.
In einer neueren Untersuchung (2013) der humanistischen Psychotherapieverfahren in den USA liegen die humanistischen Therapieverfahren insgesamt punktgleich in Bezug auf die Effektstärke mit der Kognitiven Verhaltenstherapie. Die kleinere Gruppe Gestalttherapie/Emotionsfokussierte Therapie nach Leslie S. Greenberg schneidet im Vergleich mit der Kognitiven Verhaltenstherapie statistisch sogar eindeutig besser ab.
In der Wirksamkeitsforschung der Gestalttherapie sind die Studien von Willi Butollo und Leslie S. Greenberg zu nennen. Greenbergs Untersuchungen bezogen sich auf einzelne Techniken und deren Effektivität, Butollo untersuchte die Wirksamkeit der Gestalttherapie bei Angststörungen. Beide kommen zu dem Schluss, dass die Gestalttherapie eine hohe Effizienz aufweise.
Eine Übersicht über den Forschungsstand der Gestalttherapie legt Strümpfel (2006) vor. Die Systematisierung dokumentiert 432 empirische Arbeiten, von Einzelfalldarstellungen und -analysen bis zu kompletten Studien. Inhaltlich dargestellt werden 113 veröffentlichte wissenschaftlichen Studien, die über Einzelfallanalysen hinausgehen, sowie eine weitere Anzahl unveröffentlichter Arbeiten wie Dissertationen und Forschungsberichte. In die klinisch relevanten Wirksamkeitsuntersuchungen gehen die Daten von insgesamt mehr als 4500 Personen ein. Dokumentiert wird die Wirksamkeit von Gestalttherapie bei verschiedenen, auch schweren psychischen Störungsbildern, wie sie sich bei psychiatrischen Patienten z. B. mit der Diagnose Schizophrenie findet, aber auch bei weiter verbreiteten Problemen wie depressiven, Angst-, Abhängigkeits- und psychosomatischen Störungen. Studien, in denen Gestalttherapie mit kognitiver Verhaltenstherapie verglichen wird, zeigen vergleichbare Verbesserungen unter beiden Behandlungen für die untersuchten Gruppen für die meisten Symptome, aber stärkere positive Effekte unter Gestalttherapie für die sozialen Kompetenzen der Patienten, insbesondere was die Lösung von zwischenmenschlichen Konflikten betrifft.
Hartmann-Kottek stellt 2014 fest, dass die Gestalttherapie inzwischen „international als ein evidenzbasiertes Psychotherapieverfahren anerkannt“ wird.

## Zulassung als Therapieverfahren in Deutschland
Die Gestalttherapie ist in Deutschland bislang keine kassenrechtlich zugelassene Psychotherapierichtung.
Ein Gutachten des Wissenschaftlichen Beirats Psychotherapie (WBP) aus dem Jahr 2018 kommt nach Anwendung seiner (umstrittenen) Bewertungsmaßstäbe zu dem Schluss, dass die Gestalttherapie nicht die Kriterien für eine umfassende wissenschaftliche Anerkennung erfülle. Zwar wurden dort positive Ergebnisse bei der Behandlung affektiver Störungen festgestellt, in anderen Anwendungsbereichen fehle es jedoch an methodisch belastbaren Wirksamkeitsstudien.
Das Gutachten zum Antrag der Therapieformen der Humanistischen Psychologie, dessen Teil die Gestalttherapie zunächst war, wurde von anderen Wissenschaftlern kritisiert und infrage gestellt.

## Ausbildung
Die Ausbildung zum Gestalttherapeuten ist, wie bei den meisten Psychotherapieformen, über freie Institute organisiert, die sich zum Teil in Verbänden organisiert haben (siehe weiter unten: „Gestalttherapie-Verbände“), die Ausbildungsstandards vorgeben. Hierbei muss bedacht werden, dass es jedoch keine Notwendigkeit gibt, diese Standards auch umzusetzen, da der Begriff Gestalttherapeut selber nicht geschützt ist. Der Standard der DVG sieht einen Umfang von 1.450 Zeitstunden vor, die in einem Zeitraum von 3 bis 5 Jahren durchgeführt werden sollen, die wie folgt gegliedert sind:
- Selbsterfahrung – Gruppe 170 Zeitstunden
- Einzellehrtherapie – 80 Zeitstunden
- Theorie und Praxis (inkl. Psychopathologie) – 600 Zeitstunden (davon geleitetes Tutorium bis zu 200 Stunden)
- Supervision – 150 Zeitstunden
- Theorie/Praxis-Seminare und Kongresse nach persönlicher Präferenz  – 50 Zeitstunden
- Behandlungspraxis – 400 Zeitstunden
- Abschlusskolloquium, Abschlussarbeit

Hiermit werden die Europäischen Standards der EAGT (European Association for Gestalt Therapy) erfüllt. Erst mit dieser Ausbildung kann ein Gestalttherapeut die Zusatzbezeichnung DVG führen.
Die Gründe für die zurzeit geltenden Bestimmungen liegen letztlich auch in der anarchistischen Vergangenheit der ursprünglichen gestalttherapeutischen Bewegungen, die sich ja nicht zuletzt auch als Gegenbewegung zum damaligen psychoanalytischen Establishment gebildet hatten. Deshalb sind auch heute Institute, die nicht als Ausbildungsinstitute der DVG gelten, in der Ausbildung der Gestalttherapeuten tätig und allgemein anerkannt.

### Einführungen
- Dan Rosenblatt: Türen Öffnen. Was geschieht in der Gestalttherapie? EHP-Verlag, Bergisch Gladbach 2013, ISBN 978-3-89797-000-7.
- Frank-M. Staemmler: Was ist eigentlich Gestalttherapie? Eine Einführung für Neugierige. EHP-Verlag, Bergisch Gladbach 2009, ISBN 978-3-89797-062-5.
- Albrecht Boeckh: Gestalttherapie – eine praxisbezogene Einführung. Psychosozial-Verlag, Gießen 2015, ISBN 978-3-8379-2515-9.
- Erhard Doubrawa, Stefan Blankertz: Einladung zur Gestalttherapie. Eine Einführung mit Beispielen. Hammer, Wuppertal 2005, ISBN 3-87294-847-4.
- Erhard Doubrawa: Die Seele berühren. Erzählte Gestalttherapie. Hammer, Wuppertal 2004, ISBN 3-87294-908-X.
- Bruno-Paul de Roeck: Gras unter meinen Füßen. Eine ungewöhnliche Einführung in die Gestalttherapie. Rowohlt, Reinbek bei Hamburg, 1985, ISBN 3-499-17944-X.
- Frederik S. Perls: Gestalt-Therapie in Aktion. 2. Auflage. Klett-Cotta, Stuttgart 1976.

### Allgemeine Darstellungen
- Stefan Blankertz, Erhard Doubrawa: Lexikon der Gestalttherapie. Hammer, Wuppertal 2005, ISBN 3-7795-0018-3.
- Peter Dreitzel: Reflexive Sinnlichkeit I., Emotionales Gewahrsein, Mensch - Umwelt Beziehung aus Gestalttherapeutischer Sicht. EHP 2007, ISBN 978-3-89797-043-4
- Peter Dreitzel: Reflexive Sinnlichkeit II., Gestalt und Prozess, eine psychotherapeutische Diagnostik oder: Der gesunde Mensch hat wenig Charakter. EHP 2004, ISBN 3-89797-031-7
- Lotte Hartmann-Kottek: Gestalttherapie. 2. erweiterte Auflage, Springer, Berlin 2008, ISBN 978-3-540-75743-6.
- Erving und Miriam Polster: Gestalttherapie. Theorie und Praxis der integrativen Gestalttherapie. Hammer, Wuppertal 2001, ISBN 3-87294-872-5.
- Reinhard Fuhr u. a. (Hrsg.): Handbuch der Gestalttherapie. Hogrefe, Göttingen 1999, ISBN 3-8017-1286-9.
- John O. Stevens: Die Kunst der Wahrnehmung. Übungen der Gestalt-Therapie . GTB, Gütersloh 2006, ISBN 3-579-02278-4.
- Gary M. Yontef: Awareness, Dialog, Prozess: Wege zu einer relationalen Gestalttherapie. EHP-Verlag, Köln 1999, ISBN 3-89797-001-5.
- Joseph Zinker: Gestalttherapie als kreativer Prozess. Junfermann Verlag, Paderborn 2005, ISBN 3-87387-189-0.

### Spezialthemen
- Heide Anger, Thomas Schön (Hrsg.): Gestalttherapie mit Kindern und Jugendlichen. EHP-Verlag, Bergisch Gladbach 2012, ISBN 978-3-89797-904-8.
- Jochen Waibel: Ich Stimme. Das Stimmhaus-Konzept für die Balance von Stimme und Persönlichkeit. EHP-Verlag, Bergisch Gladbach 2012, ISBN 978-3-9804784-3-4.
- Josta Bernstädt, Stefan Hahn: Gestalttherapie mit Gruppen. Handbuch für Ausbildung und Praxis. EHP-Verlag, Bergisch Gladbach 2010, ISBN 978-3-89797-065-6.
- James I. Kepner: Körperprozesse. Ein gestalttherapeutischer Ansatz. EHP-Verlag, Bergisch Gladbach 2010, ISBN 978-3-926176-07-3.
- Bernd Bocian: Fritz Perls in Berlin 1893–1933: Expressionismus – Psychoanalyse – Judentum. Peter Hammer Verlag, Wuppertal 2007, ISBN 978-3-7795-0086-5.
- Uwe Strümpfel: Therapie der Gefühle. Forschungsbefunde zur Gestalttherapie. EHP, Köln 2006, ISBN 3-89797-015-5. siehe auch die Buch-HP.: http://www.therapie-der-gefuehle.de/
- Gordon Wheeler: Kontakt und Widerstand. Ein neuer Zugang zur Gestalttherapie. EHP-Verlag, Köln 1993, ISBN 3-926176-50-4.
- Gerhard Portele: Autonomie, Macht, Liebe. Suhrkamp, Frankfurt am Main 1989, ISBN 3-518-38094-X.
- Stefan Blankertz: Der kritische Pragmatismus Paul Goodmans. Zur politischen Bedeutung der Gestalttherapie. EHP-Verlag, Köln 1988, ISBN 3-926176-21-0.
- Jack Downing, Robert Marmorstein: Dreams and Nightmares: a Book of Gestalt Therapy Sessions. New York 1973.

## Zeitschriften
- Gestalttherapie (Zeitschrift) – Forum für Gestaltperspektiven (Hrsg.) Deutsche Vereinigung für Gestalttherapie e. V., DVG – halbjährlich im EHP Verlag
- Gestaltkritik (Zeitschrift) – Die Zeitschrift für Gestalttherapie (Hrsg.) Gestalt-Institut Köln – halbjährlich
- Gestalt Zeitung – Zeitschrift für Themen der Gestalttherapie (Hrsg.) Gestalt-Institut Frankfurt am Main – jährlich